# Волпара (Павија)
Волпара (итал. Volpara) је насеље у Италији у округу Павија, региону Ломбардија.
Према процени из 2011. у насељу је живело 82 становника. Насеље се налази на надморској висини од 343 м.

## Становништво
| 1936. | 1951. | 1961. | 1971. | 1981. | 1991. | 2001. | 2011. |
| ----- | ----- | ----- | ----- | ----- | ----- | ----- | ----- |
| 503   | 415   | 306   | 227   | 177   | 149   | 132   | 133   |